# Лиса гора (пам'ятка природи, Тернопільський район)
Ли́са Гора́ — ботанічна пам'ятка природи місцевого значення в Україні.

## Розташування

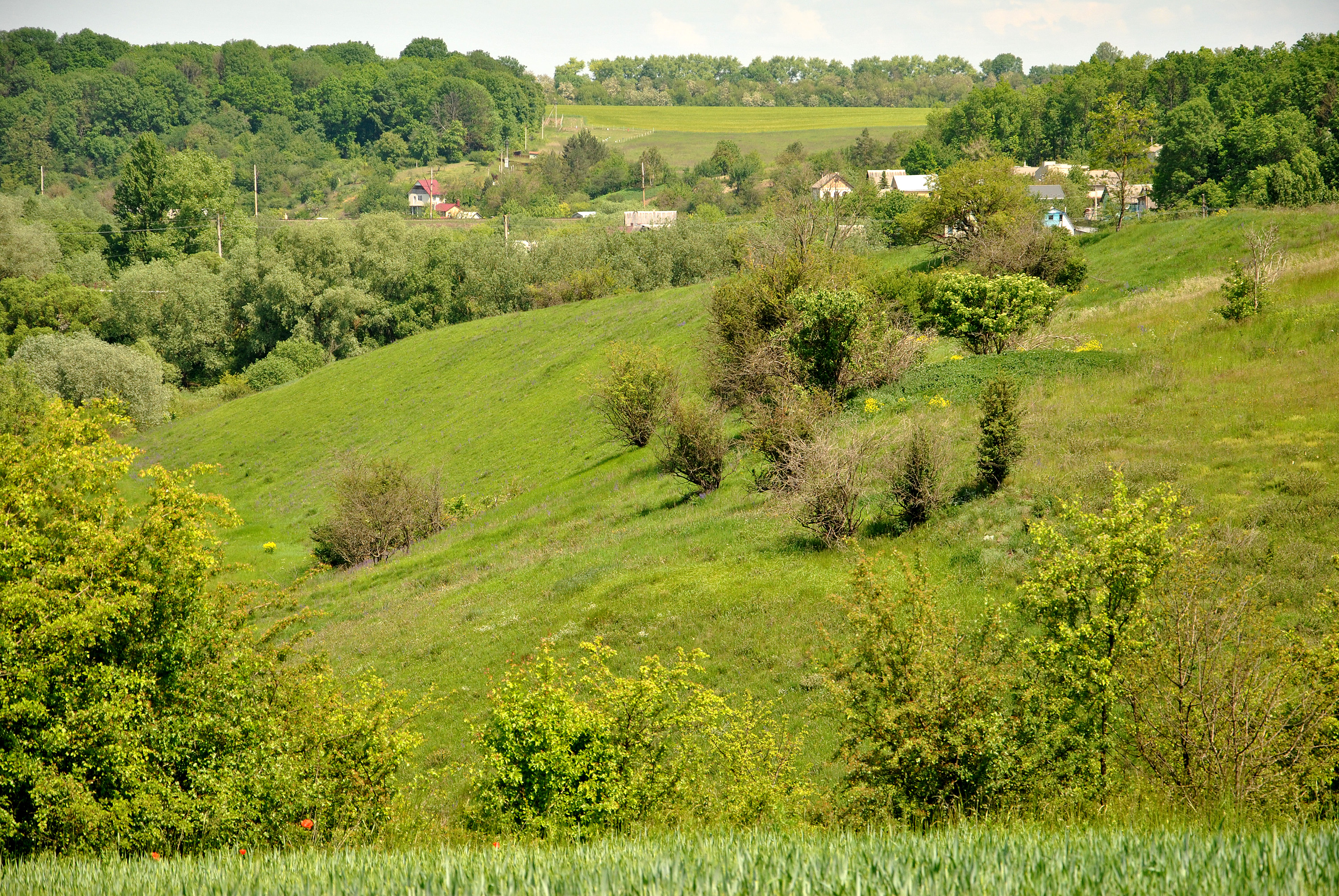
Вигляд на Лису гору

Розташована на східній околиці смт Великі Бірки біля ставу с. Романівка Тернопільського району Тернопільської області.

## Пам'ятка
Статус пам'ятки наданий рішенням Тернопільської обласної ради № 1417 від 16 серпня 2012 року.
Перебуває у віданні Великобірківської селищної ради.

## Характеристика
Площа — 1,3 га.
На Лисій Горі ростуть рідкісні й типові для цієї місцевості рослинні угрупування, занесені до Зеленої книги України.